# Бертхолд фон Лайнинген
Бертхолд фон Лайнинген (на немски: Berthold von Leiningen; † 12 май 1285) е от 1257 до смъртта си 1285 г. епископ на Бамберг.

## Биография
Той е син на граф Фридрих II († 1237), граф на Лайнинген, и съпругата Агнес фон Еберщайн († 1263), братовчедка на Св. Хедвиг. Брат е на Хайнрих фон Лайнинген, епископ на Шпайер.
Бертхолд фон Лайнинген основава манастири в Нюрнберг и Химелкрон. През 1280 г. той купува дворец и село Шонбрун им Щайгервалд.